# Oddział wojskowy
Oddział wojskowy – pojęcie używane w siłach zbrojnych państw w odniesieniu do:
1. jednostki wojskowej o stałej strukturze organizacyjnej, samodzielna pod względem gospodarczym i administracyjnym, mająca osobowość prawną. Oddziały istnieją we wszystkich rodzajach wojsk i sił zbrojnych, wchodzą w skład wyższych związków organizacyjnych (związków taktycznych, operacyjnych) lub występują samodzielnie; zalicza się do nich brygady, pułki i samodzielne bataliony[1];
2. jednostki lub elementu ugrupowania bojowego i marszowego; zależnie od zadania i przeznaczenia rozróżnia się m.in.: oddział przedni, oddział boczny, oddział tylny, oddział czat, oddział rajdowy, oddział rozpoznawczy, oddział szturmowy, oddział wydzielony[1];
3. jednostki o specjalnym przeznaczeniu: oddział przeprawowy, oddział torujący, oddział zaporowy, oddział zabezpieczenia ruchu, oddział samoobrony, oddział gospodarczy, oddział lotniczo-techniczny, oddział służby zdrowia, oddział tyłowy;
4. jednostki organizacyjnej (komórka) w wyższych sztabach wojskowych stanowiąca szczebel pośredni między wydziałem a zarządem;
5. odrębnej jednostki w straży granicznej;
6. potocznie: każdej zorganizowanej grupy żołnierzy.

Podział organizacyjny:
- Średniowiecze (rycerstwo):
  - kopia
  - poczet
  - rota
  - chorągiew
- Artyleria:
  - działon
  - bateria
  - dywizjon
- Kawaleria:
  - sekcja
  - szwadron
- Lotnictwo:
  - klucz

Podział funkcyjny:
- zagon
- flankier (flankier w Wikiźródłach)
- szpica
- zwiad
- patrol
- warta